# Mistrzostwa Europy w Lekkoatletyce 2022 – skok o tyczce mężczyzn
Skok o tyczce mężczyzn – jedna z konkurencji technicznych rozgrywanych podczas lekkoatletycznych mistrzostw Europy na Stadionie Olimpijskim w Monachium.

## Terminarz
Źródło: european-athletics.com.
| Data        | Godzina |              |
| ----------- | ------- | ------------ |
| 18 sierpnia | 10:50   | Kwalifikacje |
| 20 sierpnia | 20:05   | Finał        |

## Rekordy
Tabela prezentuje rekord świata, rekord Europy, rekord mistrzostw Europy oraz najlepsze wyniki na listach światowych i eruopejskich w sezonie 2022 przed rozpoczęciem mistrzostw. Źródło: european-athletics.com, worldathletics.org.
|                          | Zawodnik         | Wynik | Miejsce | Data                  |
| ------------------------ | ---------------- | ----- | ------- | --------------------- |
| Rekord świata            | Armand Duplantis | 6,21  | Eugene  | 24 lipca 2022(dts)    |
| Rekord Europy            | Armand Duplantis | 6,21  | Eugene  | 24 lipca 2022(dts)    |
| Rekord mistrzostw Europy | Armand Duplantis | 6,05  | Berlin  | 12 sierpnia 2018(dts) |
| Listy światowe           | Armand Duplantis | 6,21  | Eugene  | 24 lipca 2022(dts)    |
| Listy europejskie        | Armand Duplantis | 6,21  | Eugene  | 24 lipca 2022(dts)    |

## Rezultaty

### Kwalifikacje
Awans: 2,28 m (Q) lub 12 najlepszych rezultatów (q). Źródło: european-athletics.com.
| Pozycja | Grupa | Zawodnik              | Państwo         | 5,30 | 5,50 | 5,65 | 5,75 | 5,80 | Wynik | Uwagi |
| ------- | ----- | --------------------- | --------------- | ---- | ---- | ---- | ---- | ---- | ----- | ----- |
| 1.      | A     | Thibaut Collet        | Francja         | –    | o    | o    |      |      | 5,65  | q     |
| 1.      | A     | Rutger Koppelaar      | Holandia        | –    | o    | o    |      |      | 5,65  | q     |
| 1.      | B     | Bo Kanda Lita Baehre  | Niemcy          | –    | o    | o    |      |      | 5,65  | q     |
| 1.      | B     | Oleg Zernikel         | Niemcy          | –    | o    | o    |      |      | 5,65  | q     |
| 5.      | B     | Torben Blech          | Niemcy          | o    | xo   | o    |      |      | 5,65  | q     |
| 6.      | A     | Armand Duplantis      | Szwecja         | –    | –    | xo   |      |      | 5,65  | q     |
| 6.      | A     | Renaud Lavillenie     | Francja         | –    | o    | xo   |      |      | 5,65  | q     |
| 6.      | B     | Pål Haugen Lillefosse | Norwegia        | –    | o    | xo   |      |      | 5,65  | q     |
| 9.      | A     | Sondre Guttormsen     | Norwegia        | –    | xo   | xo   |      |      | 5,65  | q     |
| 9.      | B     | Menno Vloon           | Holandia        | xo   | o    | xo   |      |      | 5,65  | q     |
| 11.     | B     | Alberto Dominik       | Szwajcaria      | o    | o    | xxo  |      |      | 5,65  | q,    |
| 12.     | B     | Urho Kujanpää         | Finlandia       | o    | xo   | xxo  |      |      | 5,65  | q,    |
| 13.     | A     | Simen Guttormsen      | Norwegia        | o    | o    | xxx  |      |      | 5,50  |       |
| 13.     | B     | Emanuil Karalis       | Grecja          | o    | o    | xxx  |      |      | 5,50  |       |
| 15.     | A     | Ben Broeders          | Belgia          | –    | xo   | xxx  |      |      | 5,50  |       |
| 15.     | B     | Tommi Holttinen       | Finlandia       | o    | xo   | xxx  |      |      | 5,50  | =     |
| 15.     | A     | Piotr Lisek           | Polska          | o    | xo   | xxx  |      |      | 5,50  |       |
| 15.     | B     | Robert Sobera         | Polska          | o    | xo   | xxx  |      |      | 5,50  |       |
| 19.     | A     | Ersu Şaşma            | Turcja          | o    | xxo  | xxx  |      |      | 5,50  |       |
| 20.     | A     | Robert Renner         | Słowenia        | o    | xxx  |      |      |      | 5,30  |       |
| 21.     | A     | Juho Alasaari         | Finlandia       | xxo  | xxx  |      |      |      | 5,30  |       |
| 21.     | B     | Riccardo Klotz        | Austria         | xxo  | xxx  |      |      |      | 5,30  |       |
| –       | A     | Harry Coppell         | Wielka Brytania | xxr  |      |      |      |      | NM    |       |
| –       | B     | Valentin Lavillenie   | Francja         | –    | xxx  |      |      |      | NM    |       |
| –       | A     | Max Mandusic          | Włochy          | xxx  |      |      |      |      | NM    |       |

### Finał
Źródło: european-athletics.com
| Pozycja | Zawodnik              | Państwo    | 5,50 | 5,65 | 5,75 | 5,85 | 5,90 | 5,95 | 6,06 | Wynik | Uwagi |
| ------- | --------------------- | ---------- | ---- | ---- | ---- | ---- | ---- | ---- | ---- | ----- | ----- |
| 01 !    | Armand Duplantis      | Szwecja    | –    | o    | –    | o    | o    | o    | or   | 6,06  | CR    |
| 02 !    | Bo Kanda Lita Baehre  | Niemcy     | o    | xo   | xo   | xo   | x–   | xx   |      | 5,85  |       |
| 03 !    | Pål Haugen Lillefosse | Norwegia   | o    | o    | o    | xxx  |      |      |      | 5,75  |       |
| 4.      | Rutger Koppelaar      | Holandia   | o    | o    | xo   | xxx  |      |      |      | 5,75  | SB    |
| 5.      | Thibaut Collet        | Francja    | o    | xo   | xo   | xxx  |      |      |      | 5,75  |       |
| 6.      | Sondre Guttormsen     | Norwegia   | xo   | xo   | xo   | xxx  |      |      |      | 5,75  |       |
| 7.      | Renaud Lavillenie     | Francja    | –    | o    | –    | xxx  |      |      |      | 5,65  |       |
| 8.      | Torben Blech          | Niemcy     | o    | xxx  |      |      |      |      |      | 5,50  |       |
| 9.      | Urho Kujanpää         | Finlandia  | xo   | xxx  |      |      |      |      |      | 5,50  |       |
| 9.      | Oleg Zernikel         | Niemcy     | xo   | xxx  |      |      |      |      |      | 5,50  |       |
| –       | Alberto Dominik       | Szwajcaria | xxx  |      |      |      |      |      |      | NM    |       |
| –       | Menno Vloon           | Holandia   | xxx  |      |      |      |      |      |      | NM    |       |